# François Cureau de La Chambre
Pour l’article homonyme, voir Cureau de La Chambre.
François Cureau de La Chambre, né au Mans en 1630 et mort à Versailles le 22 mars 1680, fut un médecin français sous le règne de Louis XIV. 
Après avoir obtenu le premier lieu de la licence, il fut nommé docteur de la Faculté de Paris le 3 août 1656.
François Cureau de La Chambre eut une aussi belle clientèle de patients que son père, Marin Cureau de La Chambre (1594-1669).
Il fut médecin du chancelier Pierre Séguier (1588–1672) et de sa famille. 
Il accompagna dans le voyage de la cour dans le Midi, en 1659 et 1660, le Marquis de Coislin et l'Abbé de Coislin.
François Cureau de La Chambre eut le titre de médecin des Bâtiments du roi et fut professeur d'anatomie et de chirurgie, de 1671 à 1680, au Jardin du roi.
Il fut nommé, en 1672, médecin de la reine Marie-Thérèse d'Autriche et des enfants de France.
Il est mort à la cour de Versailles, le 22 mars 1680, et fut inhumé à Saint-Eustache.